# Otto Rehhagel
Otto Rehhagel (Essen, 9 augustus 1938) is een voormalig Duits voetbaltrainer en profvoetballer. Met Sepp Herberger, Helmut Schön, Udo Lattek, Ottmar Hitzfeld en Franz Beckenbauer wordt hij gerekend tot de succesvolste Duitse trainers aller tijden. Tevens nam Rehhagel als enige speler en hoofdtrainer deel aan meer dan duizend Bundesliga-wedstrijden.

## Spelersloopbaan
Rehhagel speelde van 1957 tot 1960 bij het lokale TuS Helene Essen, van 1960 tot 1963 voor Rot-Weiss Essen en na het begin van de Bundesliga van 1963 tot 1965 voor Hertha BSC. Van 1965 tot 1972 speelde Rehhagel voor 1. FC Kaiserslautern. Hij speelde 201 wedstrijden in de Bundesliga.

## Trainersloopbaan
Hij werd in 1972 hoofdtrainer en na enkele avonturen bij onder andere Kickers Offenbach, werd Rehhagel hoofdtrainer van Werder Bremen. Onder zijn leiding won Werder Bremen in zijn twee periodes twee (West-)Duitse landskampioenschappen, driemaal de DFB-Pokal, driemaal de DFL-Supercup en eenmaal de Europacup II.
Na een mislukt seizoen bij Bayern München, was Rehhagel van 1996 tot 2000 hoofdtrainer van 1. FC Kaiserslautern. Hij wist met de club het Duits landskampioenschap te winnen, direct nadat het was teruggekeerd op het hoogste niveau. Nog steeds een unicum.
In 2001 werd hij bondscoach van het Grieks voetbalelftal. In 2004 werd dit elftal onder zijn leiding Europees kampioen tijdens het Europees kampioenschap voetbal 2004.
In Griekenland wordt hij vaak Koning Otto (Grieks: βασιλιάς Ότο, Basileus Oto) genoemd, waarschijnlijk verwijzend naar Koning Otto van Griekenland. Hij had deze bijnaam echter al toen hij nog in Duitsland trainer was. Als woordspeling verwijzend naar Herakles (Hercules), zoon van Zeus, heeft hij ook wel de bijnaam "Rehakles" gekregen.
In 2010 was hij de oudste bondscoach ooit op een WK-eindronde, toen hij op 71-jarige leeftijd het Griekse voetbalelftal onder zijn hoede had.
Sinds begin 2012 was hij werkzaam als hoofdtrainer bij Hertha BSC. Na slechts vier maanden maakte hij plaats voor de Nederlander Jos Luhukay.

## Erelijst
Fortuna Düsseldorf
- DFB-Pokal: 1979/80

 Werder Bremen
- Bundesliga: 1987/88, 1992/93
- DFB-Pokal: 1990/91, 1993/94
- DFB-Supercup: 1988, 1993, 1994
- European Cup Winners Cup: 1991/92

 1. FC Kaiserslautern
- Bundesliga: 1997/98
- 2. Bundesliga: 1996/97

 Griekenland
- UEFA EK: 2004

Individueel
- Orde van de Feniks: 2005
- Laureus World Sports Awards met het Grieks voetbalelftal: 2005
- Europees Trainer van het Jaar: 2004
- Griek van het Jaar: 2004, eerste niet-Griek ooit die deze titel won
- World Soccer Grootste Trainer aller Tijden: plek 36 in 2013
- France Football Grootste Trainer aller Tijden: plek 46 in 2019